# Bumetopia bakeri
Bumetopia bakeri là một loài bọ cánh cứng trong họ Cerambycidae.